# Piano (Haute-Corse)
Piano település Franciaországban, Haute-Corse megyében. Lakosainak száma 18 fő (2022. január 1.). Piano Casabianca, Casalta, Monte, La Porta, Scata és Silvareccio községekkel határos.

## Népesség
A település népességének változása:
| Lakosok száma | 64   | 75   | 54   | 36   | 24   | 27   | 28   | 22   | 19   | 18   |
|               | 1968 | 1982 | 1990 | 2006 | 2013 | 2015 | 2017 | 2019 | 2020 | 2022 |